# イ・ビョンホン
イ・ビョンホン（朝: 이 병헌、漢字：李 炳憲、1970年7月12日 - ）は、韓国の俳優。アクション俳優としても知られる。身長177 cm、体重72 kg。BHエンターテインメント所属。
漢陽大学校仏語仏文学科卒（仏文学士）。中央大学校新聞放送学科大学院中退。本貫は全州李氏。実妹は、韓国で1996年度ミスコリア賞（グランプリ）を受賞し、モデルやタレントとして活動しているイ・ウニ（朝: 이은희）。

## 略歴
漢陽大学校仏語仏文科在学中に、アルバイトで「コカコーラ」など多数のCF（CM）でモデル活動。母親の友人が、KBS公開採用オーディションの願書を持ってきて、俳優の道を薦められ、1990年、KBS公開採用14期生に合格。翌1991年、トップの成績で研修を終え、すぐにテレビドラマ『アスファルト、我が故郷』で俳優としてデビュー。翌1992年放送開始のテレビドラマ『明日は愛』は2年もの間放送され、主演したイ・ビョンホン自身も青春スターの代名詞となった。1990年代は主にテレビドラマで活躍。大学院では後に『JSA』で共演するイ・ヨンエと同期。
映画デビューの1995年『誰が俺を狂わせるのか』と2作目の『ラン・アウェイ』で、各映画賞の新人賞を受賞した。
1998年、新人歌手チョ・ソンモのミュージックビデオ（MV）「To Heaven」と札幌を舞台にした「不滅の愛I・II」に出演。 俳優が歌手のMVに出演する初めての試みで、映画のようなストーリーと映像で大ヒットした。この大ヒットをきっかけに、歌手のMVに有名俳優が出演し、その後はMV出演を機に注目を集めた新人俳優がドラマデビューするなど、歌手のMVが注目を集めていた。
1999年、アルバム『to me』を発売。タイトル曲「Tears」はドラマ『Happy Together』の挿入歌。
2000年、当時の韓国の観客動員数記録を更新した映画『JSA』では韓国軍兵士を演じ、第1回釜山映画評論家協会賞・主演男優賞を受賞。
2005年に主演し、ハリウッドのエージェントと契約するきっかけとなった『甘い人生』では、映画評論家協会賞をはじめ3つの主演男優賞を受賞。演技力に加え、作品ごとにあらゆるキャラクターを演じられることから、「千の顔を持つ俳優」と称された。
2006年、韓国人俳優として初めて、フランス政府から文化芸術勲章を授与される。
2007年、「俳優が演技に集中できる環境を提供できる事務所を」と長年連れ添ったマネージャーと独立し、ピョルナンアクターズを設立。その後「Be Happy」と自身のイニシャルからBHをとって、BHエンターテインメントと社名を変更。通常のマネージメントはもちろん、グローバルエージェント事業部門を新設し、アメリカ・日本・中国の芸能事務所やエージェントと提携して、国内外の俳優の海外での活動をサポートしている。2013年10月現在、自身を含めハン・ヒョジュ、コ・ス、ペ・スビン、チングなど数名の俳優が所属している。
国内の映画や海外の映画作品に出演していたが、2009年6年ぶりとなるドラマ『IRIS-アイリス-』に主演。KBS演技大賞の最高賞にあたる大賞や、百想芸術大賞 テレビ部門最優秀演技賞、国会大賞特別賞など、テレビドラマ関連の賞を多数受賞した。この活躍は国内だけではなく、韓国人俳優として初めて中国第14回CMA＆AIA「アジアで最も影響力のある俳優賞」や 国際ドラマフェスティバル in Tokyo「Best Actor in Asia」など、アジアの賞でも受賞した。
2009年、『G.I.ジョー』のストームシャドー役でハリウッドデビューを果たした。
2012年、主演映画『王になった男』が韓国歴代3位となる1231万9542人を記録。同作品は大鐘賞最優秀作品賞を受賞し、自身も男優主演賞を受賞した。
2013年、『G.I.ジョー バック2リベンジ』のストームシャドー役で出演。
2015年、『ターミネーター:新起動/ジェニシス』にT-1000役で出演。

## 人物
- 朝鮮語（母語）、日本語（少々）、英語、フランス語で話すことができる。

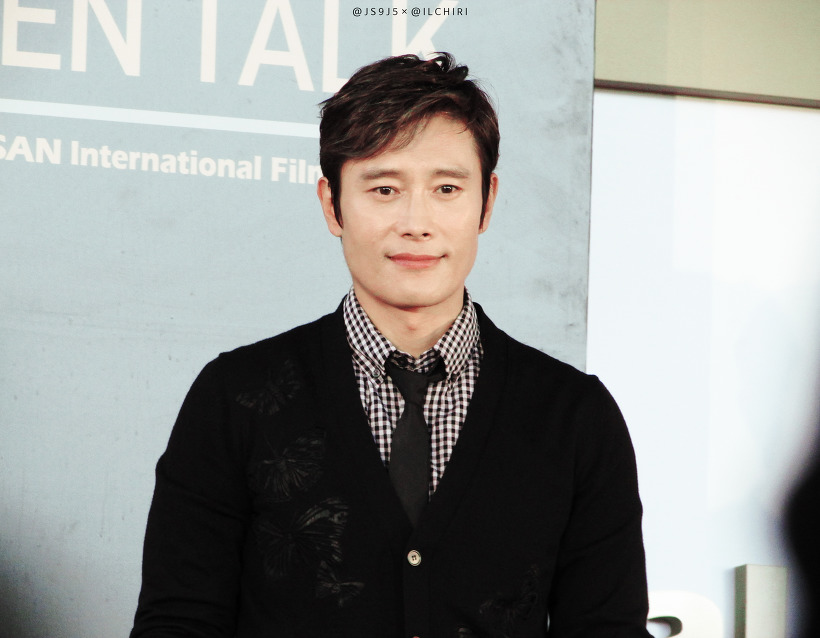
2016年、第21回釜山国際映画祭にて

- 2013年8月10日に女優イ・ミンジョンと結婚式を挙げる[6][7][8][9][10][11]。
- 10年以上ユニセフ（国際連合児童基金）の活動に参加、2003年からユニセフカード広報大使を務め、2005年12月にユニセフ特別代表にも任命され、活動している。

## 作品

### シングル
- いつか（2008年） - 本人出演「TOYOTA RAV4」CMソング ※日本語による歌唱

### 配信限定
- 上を向いて歩こう（2011年）

### アルバム
- to me（1999年）  - 日本盤は2004年発売
- 『IRIS -アイリス- 』OST、日本放送記念スペシャルパッケージ『IRIS Original Sound Track : Perfect Box』より 「stay」、 「Endless Road - Japanese Ver」、「Endless Road - Korean Ver」

### 映像作品
- イ・ビョンホン コレクターズDVD-BOX（2004年11月）
- イ・ビョンホン in 東京ドーム（2006年10月）
- イ・ビョンホン アリーナツアー2007（2008年1月）

## 出演

### 映画
- 誰が俺を狂わせるのか（朝鮮語版）（1995年） - イ・ジョンドゥ 役
- ラン・アウェイ（朝鮮語版）（1995年） - ドンホ 役
- ネオンの中へ陽が沈む（朝鮮語版）（1995年） ※ビデオ映像での出演
- ハルマゲドン（1996年） ※アニメ、声優として出演
- 彼らだけの世界（朝鮮語版）（1996年） - ラブ 役
- 地上満歌（朝鮮語版）（1997年） - ジョンマン 役
- 我が心のオルガン（朝鮮語版）（1999年） - カン・スハ 役 （主演男優賞ノミネート）
- JSA（2000年） - イ・スヒョク 役 （主演男優賞ノミネート）
- バンジージャンプする（朝鮮語版）（2001年） - ソ・インウ 役 （主演男優賞ノミネート）
- マリといた夏（朝鮮語版）（2002年） - 大人になったナム 役 ※アニメ、声優として出演
- 純愛中毒（朝鮮語版）（2002年） - ファン・テジン 役 （主演男優賞ノミネート）
- 美しい夜、残酷な朝「cut」（2004年）
- 誰にでも秘密がある（2004年） - スヒョン 役
- 甘い人生（2005年） - キム・ソヌ 役 （主演男優賞ノミネート）
- 夏物語（2006年） - ユン・ソギョン 役 （主演男優賞ノミネート）
- HERO（2007年） - カン・ミンウ検事 役 ※ゲスト出演
- グッド・バッド・ウィアード（2009年） - パク・チャンイ 役 （主演男優賞ノミネート）
- アイ・カム・ウィズ・ザ・レイン（2009年） - ス・ドンポ 役
- G.I.ジョー（2009年） - ストームシャドー 役
- インフルエンス The Influence（朝鮮語版）（2010年） - W 役 ※デジタル映画
- アイリス -THE LAST-（2010年） - キム・ヒョンジュン 役
- 悪魔を見た（2010年） - スヒョン 役 （主演男優賞ノミネート）
- Share The Vision（朝鮮語版）（2011年） - ヒョンミン 役 ※ミュージックフィルム
- 王になった男（2012年） - 王 クァンヘグン（光海君） / 賤民 ハソン 役
- G.I.ジョー バック2リベンジ（2013年） - ストームシャドー 役
- REDリターンズ（2013年） - ハン・チョバイ 役
- ターミネーター:新起動/ジェニシス（2015年） - T-1000 役
- メモリーズ 追憶の剣（朝鮮語版）（2015年） - ユベク 役 ※日本公開は2016年1月[12]
- インサイダーズ/内部者たち（2015年） - アン・サング 役 ※日本公開は2016年3月[13]
- ブラック・ファイル 野心の代償（2016年） ※日本公開は2017年1月[14]
- マグニフィセント・セブン（2016年） - ビリー・ロックス 役 ※日本公開は2017年1月
- 密偵（2016年） - チョン・チェサン 役 ※日本公開は2017年11月
- MASTER/マスター（2016年） - チン・ヒョンピル 役 ※日本公開は2017年11月
- エターナル（朝鮮語版）（2017年） - カン・ジェフン 役
- 天命の城（朝鮮語版）（2017年） - チェ・ミョンギル（崔鳴吉） 役 ※日本公開は2018年6月
- それだけが、僕の世界（朝鮮語版）（2018年） - ジョハ 役 ※日本公開は2018年12月
- 白頭山大噴火（2019年） - リ・ジュンピョン 役 ※日本公開は2021年8月
- KCIA 南山の部長たち（2020年） - キム・ギュピョン 役 ※日本公開は2021年1月
- 非常宣言（朝鮮語版）（2021年） - パク・ジェヒョク 役 ※日本公開は2023年1月
- コンクリート・ユートピア（朝鮮語版）（2023年） - ヨンタク 役 ※日本公開は2024年1月
- スンブ:二人の棋士 （2025年） - チョ・フンヒョン 役
- KPOPガールズ! デーモン・ハンターズ （2025年） - グウィマ 役 ※声の出演

### テレビドラマ
- アスファルト、我が故郷（朝鮮語版） （1991年、KBS）
- 風の花は枯れない（朝鮮語版） （1991年、KBS）
- 家族 （1991年、KBS）
- 霧は晴れない （1991年、KBS）
- 太陽が昇る日（朝鮮語版） （1992年、KBS） - チェ・ヒョンマン 役
- 別れの来ない朝（朝鮮語版） （1992年、KBS） - ヒョン・ソグ / ビョンホ 役
- 明日は愛（朝鮮語版） （1992年11月 - 1994年10月、KBS）[15][16] - シン・ボムス（大学生） 役
- あの野菊の如く（1992年、KBS）- キフン 役
- 生き残った者の悲しみ（朝鮮語版） （1993年、KBS）
- ポリス 〜愛と追憶の果てに〜（朝鮮語版） （1994年、KBS） - オ・ヘソン（刑事） 役
- 恋の香り（朝鮮語版） （1994年、SBS） - キム・ジュノ 役
- アスファルトの男 （1995年、SBS） - カン・ドンジュン（ドリーム・レーサー） 役
- 風の息子（朝鮮語版） （1995年、KBS） - チャン・ホンピョ 役
- 美しい彼女 （1997年、SBS） - ファン・ジュノ 役
- 白夜3.98（朝鮮語版） （1998年、SBS） - ミン・ギョンビン 役
- Happy Together （1999年、SBS） - ソ・デプン 役
- セリが帰ってきた （1999年、KBS）
- ラブストーリー 〜ひまわり編 （1999年、SBS） - イ・テソン 役
- 美しき日々 （2001年、SBS） - イ・ミンチョル 役
- 遠い路 （2001年、SBS） - ウシク 役
- オールイン 運命の愛 （2003年、SBS） - キム・イナ 役
- IRIS-アイリス- （2009年、KBS） - キム・ヒョンジュン 役
- 外交官・黒田康作 （2011年1月 - 3月、フジテレビ） - ジョン（韓国系アメリカ人のCIA捜査官） 役
- ミスター・サンシャイン （2018年、tvN・Netflix） - チェ・ユジン（韓国系アメリカ人の海軍大尉） 役
- イカゲーム （2021年、Netflix） - フロントマン（支配人） / ファン・イノ 役
- 私たちのブルース （2022年、tvN・Netflix） - イ・ドンソク（トラック雑貨商） 役

### ゲーム
- ロスト プラネット エクストリーム コンディション （2006年）

### CM

#### 日本企業
- NEC（日本電気）「N901iS」
- トヨタ自動車「RAV4」

#### 韓国企業
- ルノーサムスン・QM6

## 書籍

### 写真集
※ 映画・ドラマ関連は除く（オリジナル作品のみ掲載）
- Limited （2004年9月）
- LBH MEETS LBH （2006年7月）
- パリイ （2007年7月）
- パリイ special edition 月と日 （2007年12月）
- A Man LEE BYUNG HUN〜今、伝えたいこと〜 （2010年12月）

## 受賞歴
- 1992年 KBS 演技大賞  新人男優賞
- 1993年 KBS 演技大賞  優秀演技賞 （『明日は愛』）
- 1995年 KBS 演技大賞  優秀演技賞 （『風の息子』）
- 1995年 第6回 春史羅雲奎映画芸術祭  新顔演技賞 （『誰が俺を狂わせるのか』）
- 1996年 第34回 大鐘賞  新人男優賞 （『ラン・アウェイ』）
- 1996年 第19回 黄金撮影賞  新人男優賞 （『ラン・アウェイ』）
- 1996年 第32回 百想芸術大賞  テレビ部門 男優演技賞 （『風の息子』）
- 2000年 第1回 釜山映画評論家協会賞  主演男優賞 （『JSA』）
- 2001年 第22回 青龍映画賞   人気スター賞 （『JSA』）
- 2001年 SBS 演技大賞   最優秀演技賞・10大スター賞 （『美しき日々』）
- 2003年 第39回 百想芸術大賞  テレビ部門 最優秀演技賞 （『オールイン』）
- 2003年 SBS 演技大賞   大賞・10大スター賞（『オールイン』）
- 2003年 韓国放送大賞   タレント部門受賞
- 2005年 第13回 春史羅雲奎映画芸術祭   主演男優賞 （『甘い人生』）
- 2005年 第25回 映画評論家協会賞   主演男優賞 （『甘い人生』）
- 2006年 第42回 百想芸術大賞   最優秀演技賞 （『甘い人生』）
- 2006年 フランス芸術文化勲章 授与[4]
- 2009年第23回 日本ゴールドディスク大賞 ザ・ベスト・エイジアン・アーティスト[17]
- 2009年 第30回 青龍映画祭  人気スター賞
- 2009年 国会大賞  特別賞
- 2009年 KBS 演技大賞  大賞・ネチズン賞・ベストカップル賞（『アイリス』）
- 2009年 第46回 百想芸術大賞  テレビ部門 最優秀演技賞（『アイリス』）
- 2010年 第5回 APN (Asia-Pacific Producer Network Conference)アワードアジア映画人賞（俳優部門）
- 2010年 国際ドラマフェスティバル in Tokyo「Best Actor in Asia」初代
- 2011年 2011 大韓民国大衆文化芸術賞 大統領表彰
- 2012年 第49回 大鐘賞 男優主演賞・人気賞（『王になった男』）
- 2012年 第13回 釜山映画評論家協会賞 主演男優賞（『王になった男』）
- 2012年 2012 シネアジアアワード（CineAsia 2012 Award）今年のスター賞（Star of the Year）
- 2016年 第36回 韓国映画評論家協会賞 男優賞（『インサイダーズ/内部者たち』）[18]
- 2020年 第60回 大鐘賞 男優主演賞（『KCIA 南山の部長たち』）
- 2020年 第57回 百想芸術大賞 映画部門 最優秀演技賞（『KCIA 南山の部長たち』）

## 日本での活動
2004年頃には「韓流四天王」と称され、以降、CM出演やファンイベント開催、写真集出版など日本での活動も行っている。
2004年の『第55回NHK紅白歌合戦』にゲストとして出演し、スピーチを行った。

## 日本語吹き替え
主に担当しているのは、以下の二人である。
高橋和也
『美しき日々』が日本で放送されて以降、専属（フィックス）で担当していた。ビョンホンが韓国外の映画にも出演するようになってからは後述の阪口が吹き替えを担当することが多くなったが、『メモリーズ 追憶の剣』や『王になった男』のBSジャパン版で再登板を果たした。
また、高橋は『オールイン 運命の愛』のファン・ミーティングでビョンホン本人と対面を果たしたことから面識がある。その場で劇中の台詞を披露し、ビョンホン本人から絶賛を受け、公認された。なお、高橋も対面時に「初めて会ったとは思えない」と述べている。
阪口周平
『アイ・カム・ウィズ・ザ・レイン』以降のほとんどの作品で吹き替えを担当し、ビョンホンの吹き替え常連として知られる。
このほかにも、土田大、横堀悦夫、宮内敦士、小西克幸、藤原竜也なども声を当てている。

## その他
- アシアナ航空が自社運行航空便等で呼びかけている「ユニセフ募金」の機内案内放送用CFにアン・ソンギと出演。
- 2004年8月2日に放送されたNHK『英語をしゃべらナイト 夏のスペシャル －韓国で英語をしゃべらナイト－』では、流暢な英語を披露した。
- 2006年5月3日『Lee Byung Hun in Tokyo Dome』開催。東京ドームにて日本で初めてのファン・ミーティングを行い、4万2千人を動員。
- 2006年10月、フランスまたは世界の芸術と文化に著しく貢献したとして、フランス政府から文化芸術勲章を授与された。
- 2006年12月、カプコンのゲームソフト『ロスト プラネット エクストリーム コンディション』に主役として出演。
- 映画『甘い人生』での演技が評価され、韓国の映画賞で、映画評論家協会賞など、最優秀主演男優賞3冠。
- ハリウッド進出が決まった後、その模様を撮影したドキュメンタリーが韓国KBS2TVで製作され、放送された。
- 日本のジュエリーメーカー、サマンサ・タバサと契約し、ビョンホン自身がデザインしたジュエリーを販売している[23]。
- 2009年には、韓国の化粧品ブランド「MISSHA〈ミシャ〉」と専属モデル契約を結んだ[24]。